# Festival Internacional de Curtas-Metragens de Oberhausen
O Festival Internacional de Curtas de Oberhausen, fundado em 1954, é o mais antigo festival de curtas do mundo. Realizado na cidade de Oberhausen, na Alemanha, é uma das principais plataformas internacionais do formato de curtas. O festival acolhe uma Competição Internacional, uma Competição Alemã e uma Competição Internacional de Cinema Infantil e Juvenil, além do Prêmio MuVi de Melhor Videoclipe alemão e, desde 2009, a Competição NRW para produções do estado alemão da Renânia do Norte-Vestfália.
Oberhausen é hoje conhecido por seus programas temáticos extensos, como "Memórias não podem esperar. Filme sem filme" (2014), "A terceira imagem. Cinema 3D como experimento" (2015) ou "A linguagem da atração. Trailers entre publicidade e a vanguarda"  (2019). Além disso, o festival oferece aos visitantes uma videoteca bem equipada, opera um serviço de distribuição não comercial de curtas-metragens e possui um arquivo de curtas-metragens de mais de 60 anos de história do cinema.
Curtas brasileiros que figuraram na lista de selecionados nos últimos anos incluem mais triste que chuva num recreio de colégio, de Lobo Mauro, e O Jardim Fantástico, de Fábio Baldo e Tico Dias.